# Афанасьев, Геннадий Сергеевич
Геннадий Сергеевич Афанасьев (укр. Геннадій Сергійович Афанасьєв; 8 ноября 1990, Симферополь — 18 декабря 2022, Белогоровка, Луганская область) — украинский фотограф и общественный деятель, один из обвиняемых по делу, участники которого известны как «террористы группы Сенцова»; был арестован до того, как сотрудники ФСБ взяли под стражу Олега Сенцова и Александра Кольченко.

## Биография
С 2007 года по 2012 год учился в Таврическом национальном университете им. В. И. Вернадского по специальности «Правоведение». Увлекался спортом, музыкой, путешествиями, изучением иностранных языков и фотографией. Именно фотография стала для Геннадия основным хобби, которое переросло в работу.
До весны 2014 года общественной и политической деятельностью не занимался, но во время аннексии Крыма Россией поддерживал движение за единую Украину, участвовал в акциях протеста, покупал и развозил продукты и предметы первой необходимости воинским частям в Крыму, которые были заблокированы. Перед референдумом в Крыму Геннадий участвовал в записи видеороликов в поддержку проукраинских движений.

## Преследование и арест
9 мая 2014 года был задержан в Симферополе по обвинению в участии в организованном Олегом Сенцовым террористическом сообществе. На предварительном следствии признал вину, сотрудничал со следствием, дал показания, которые легли в основу обвинений против Олега Сенцова, Александра Кольченко и его самого.
В конце мая 2014 года на сайте ФСБ появилась информация о том, что Афанасьев вместе с Олегом Сенцовым, Александром Кольченко и Алексеем Чирнием являлся членом «Правого сектора» и готовил ряд терактов на территории Крыма. Сразу после появления этой публикации российские федеральные каналы показали сюжеты, в которых Афанасьев признаётся в том, что готовил террористические акты, и называет Сенцова лидером группировки.
24 декабря 2014 года на закрытом заседании Московский городской суд признал Афанасьева виновным в терроризме и приговорил к семи годам лишения свободы с отбыванием наказания в колонии строгого режима по обвинению в преступлениях, предусмотренных ч. 2 ст. 205.4 («Участие в террористическом сообществе»), двум эпизодам п. «а» ч. 2 ст. 205 («Террористический акт, совершённый организованной группой»), ч. 1 ст. 30, п. «а» ч. 2 ст. 205 («Приготовление к террористическому акту»), ч. 3 ст. 30, ч. 3 ст. 222 («Покушение на незаконное приобретение оружия и взрывчатых веществ») УК РФ.
По версии следствия, Геннадий Афанасьев входил в группу Сенцова, созданную в Крыму в апреле 2014 года по заданию «Правого сектора», был причастен к поджогу 14 апреля 2014 года здания «Русской общины Крыма» и 18 апреля — местного отделения «Единой России». Его также обвиняют в подготовке взрыва памятника Ленину на Вокзальной площади Симферополя и мемориала «Вечного огня».
Афанасьев признаёт, что действительно принимал участие в поджогах двери и окна офисов «Русской общины Крыма» и «Единой России», которые носили исключительно хулиганские мотивы (нанесённый ущерб в размере 30 тысяч рублей погашен матерью Афанасьева до суда), но остального он не совершал.

## Свидетель обвинения
31 июля 2015 года, выступая на суде по делу Олега Сенцова и Александра Кольченко в качестве свидетеля обвинения, Афанасьев заявил, что отказывается от данных ранее показаний, поскольку они были даны под давлением. Подсудимые встретили эти слова аплодисментами.
По утверждению адвоката, Афанасьева избивали боксёрскими перчатками, надевали противогаз, зажимая воздух, впрыскивали внутрь противогаза газ, вызывавший рвоту, пытали электрическим током, в том числе прикрепляли провода к половым органам, угрожали изнасиловать паяльником, лишали сна в течение десяти дней. Это вынудило его подписать нужные следствию показания.
12 августа медики СИЗО-1 г. Ростова-на-Дону зафиксировали у Геннадия Афанасьева наличие гематомы и направили документы в Следственный комитет.
19 августа правозащитный центр «Мемориал» признал Геннадия Афанасьева политзаключённым.
4 сентября 2015 года Афанасьева этапировали в Республику Коми.
В декабре 2015 года российское отделение Amnesty International провело кампанию с призывом отменить приговоры Геннадию Афанасьеву, Олегу Сенцову и Александру Кольченко.

## Экстрадиция
В марте 2016 года Украина обратилась к России с просьбой об экстрадиции четырёх осуждённых украинцев, в том числе Геннадия Афанасьева.
14 июня 2016 года Афанасьев и осуждённый Юрий Солошенко были помилованы президентом РФ Владимиром Путиным и высланы на Украину в обмен на одесских журналистов Елену Глищинскую и Виталия Диденко. Последние обвинялись в организации «Народной рады Бессарабии», которую правоохранительные органы Украины обвиняли в создании условий для отторжения южных районов Одесской области.
В первый день российского вторжения в Украину в 2022 году Афанасьев пошёл в военкомат, чтобы служить в рядах территориальной обороны Вооружённых сил Украины (130 батальона ТРО 241 бригады). 21 декабря жена Геннадия Афанасьева Людмила сообщила о его гибели, согласно заместителю главы Меджлиса и народному депутату Украины Ахтему Чийгозу — у Белогоровки в Луганской области.

## Награды
- Орден «За мужество» III степени (9 января 2023, посмертно) - за личное мужество и самоотверженность, проявленные в защите государственного суверенитета и территориальной целостности Украины, верность военной присяге.[18]